# سمندر ببری کالیفرنیا
سمندر ببری کالیفرنیا (نام علمی: Ambystoma californiense) نام یک گونه از سرده سمندر زیرزمینی است.